# Управління з протидії корупції та організованій злочинності (Хорватія)
Управлі́ння з протиді́ї кору́пції та організо́ваній злочи́нності, скорочено УПКОЗ або УСКОК (хорв. Ured za suzbijanje korupcije i organiziranog kriminaliteta, USKOK, англ. Office for the Suppression of Organized Crime and Corruption) — орган хорватської системи кримінального правосуддя, спеціальне бюро при прокуратурі Хорватії, яке спеціалізується на розслідуваннях, пов'язаних з корупцією та організованою злочинністю.
УСКОК утворено в грудні 2001 року зі штаб-квартирою в Загребі. Назва бюро є бекронімом від історизму «ускок», вживаного на позначення різновиду хорватських ополченців (подібних до граничарів), які боролися проти Османської імперії на початку XVI — в XVII століттях.
Директора управління призначає Генеральний прокурор Хорватії, з попереднього схвалення міністра юстиції та колегії прокуратури. Директором УПКОЗ може бути призначено заступника Генерального прокурора або окружного прокурора чи його заступника, якщо той відповідає умовам призначення на посаду заступника Генерального прокурора. Строк повноважень директора триває чотири роки, після чого його може бути призначено повторно. Займаючи цю посаду, директор має такі права і обов'язки, як і прокурор. Нинішній директор УПКОЗ Ваня Марушич змінила на цій посаді Тамару Лаптош, перед якою управління очолював Дінко Цвітан. 
Кримінальне переслідування за злочини, що підпадають під юрисдикцію УСКОК, здійснюють окружні суди в Загребі, Осієку, Рієці та Спліті.
З 2009 року УСКОК має двійника в Головному управлінні кримінальної поліції, який має (навмисно) дуже схожу назву — Поліційний національний УСКОК (хорв. Policijski nacionalni USKOK), а також у судовій системі — Судові відділи з питань провадження у кримінальних справах, віднесених до компетенції УСКОК (хорв. Sudski odjeli za postupanje u predmetima kaznenih djela iz nadležnosti USKOK-a). Названий «однією з найбільш грізних антикорупційних контор у світі» цей орган порушив справи проти 2 000 осіб, включаючи колишнього прем'єр-міністра Іво Санадера. При цьому досягнуто співвідношення кількості обвинувальних вироків до загальної кількості розглянутих справ — 95% (2012).